# Ronald Robertson
Ronald Frederick „Ronnie“ Robertson (* 25. September 1937 in Brackenridge, Pennsylvania; † 4. Februar 2000 in Fountain Valley, Kalifornien) war ein US-amerikanischer Eiskunstläufer, der im Einzellauf startete.
Er wurde 1955 und 1956 Vize-Weltmeister hinter Landsmann Hayes Alan Jenkins. Auch bei den Olympischen Spielen 1956 landete er hinter Jenkins und gewann die Silbermedaille. Bei der WM 1955 zeigte er als erster Eiskunstläufer einen dreifachen Salchow. Nach einem Skandal bei den US-Meisterschaften 1956 beendete er den Leistungssport und unterzeichnete einen Zweijahresvertrag bei der Eiskunstlaufschau Ice Capades, der ihm hunderttausend Dollar einbrachte.
In den 1950er Jahren hatte er eine Beziehung mit Tab Hunter, der ihm auch half, seine Amateurkarriere zu finanzieren. Robertson war nicht selten im Fernsehen präsent, so etwa in der Ed Sullivan Show im Jahr 1957. Der Aids-Tod des Sportlers beendete eine große Karriere.

## Ergebnisse
| Wettbewerb / Jahr                | 1953 | 1954 | 1955 | 1956 |
| -------------------------------- | ---- | ---- | ---- | ---- |
| Olympische Winterspiele          |      |      |      | 2.   |
| Weltmeisterschaften              | 4.   | 5.   | 2.   | 2.   |
| US-amerikanische Meisterschaften | 2.   | 3.   |      | 2.   |